# Le Goliath (La Ronde)
Pour les articles homonymes, voir Goliath.
Le Goliath est un parcours de montagnes russes en métal situé dans le parc d'attractions montréalais La Ronde.
Avec ses 53 mètres de haut, l'attraction est la plus haute du parc et dépasse de 13 mètres Le Monstre et de 21 mètres Le Vampire. Pour ce qui est des couleurs de l'attraction, les colonnes de support sont bleues, la structure de la voie est rouge et les rails jaunes.
L'attraction comprend deux trains ayant comme capacité 36 passagers, par train.
Ces installations sont les quatrièmes montagnes russes les plus rapides au Canada, ayant été surpassées successivement par trois attractions du parc Canada's Wonderland à Toronto : Behemoth en 2008, Leviathan en 2012 et Yukon Striker en 2019.
En 2013, le Goliath est le premier parcours de montagnes russes au monde exploité avec un système de casque de réalité virtuelle.

## Conception
La compagnie ayant fabriqué ce parcours de montagnes russes, Bolliger & Mabillard, ont proposé une conception exclusive pour La Ronde, en fonction du terrain disponible. Il s'agit donc de montagnes russes uniques au monde.
Le Goliath sont les quatrièmes plus grandes montagnes russes du Canada succédant le Behemoth,le Leviathan et le Yukon Striker, situé tous les trois à Canada's Wonderland, un parc Cedar Fair situé en banlieue de Toronto.